# Franziskanerkloster Lindau
Das Franziskanerkloster Lindau war ein Kloster der Franziskaner in Lindau im Bodensee. 

## Geschichte

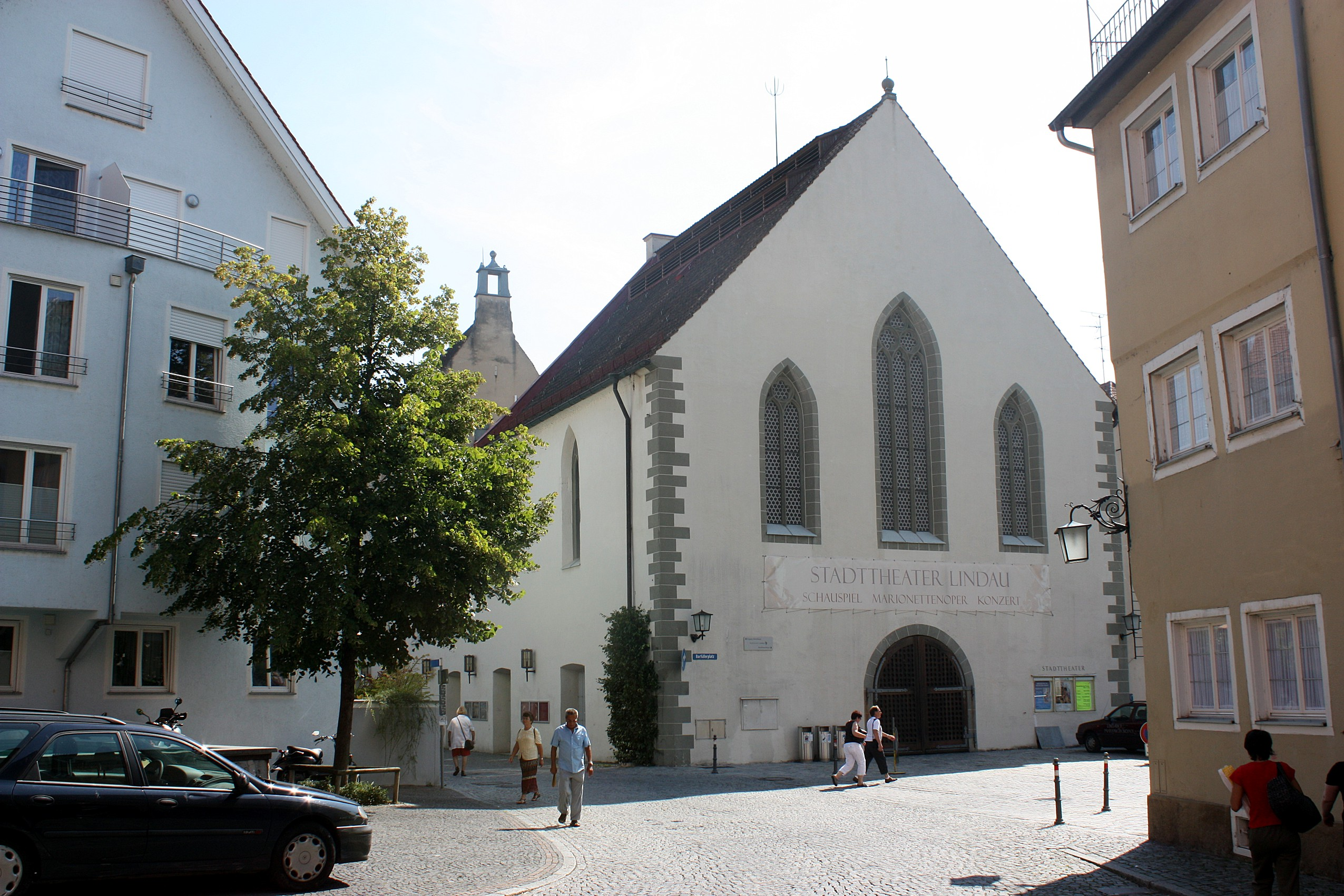
Stadttheater Lindau in der Klosterkirche

Im Jahr 1224 gründete Äbtissin Offemia von Pflegelberg das Franziskaner-Kloster in Lindau. Es gehörte seit 1239 zur Oberdeutschen (Straßburger) Provinz des Ordens (Kustodie Bodensee). Im 14. Jahrhundert schloss sich das Kloster der Bewegung der Franziskaner-Observanten an. 1528 wurde das Kloster, aus deren Reihen der erste reformatorische Prediger in Lindau stammte, geschlossen. 
Die Bücher der Klosterbibliothek gelangten in die 1538 gegründete Reichsstädtische Bibliothek Lindau. Die ehemalige Klosterkirche beherbergt heute das  1887 erstmals bespielte und am 19. Mai 1951 mit Mozarts „Hochzeit des Figaro“ wieder eröffnete Lindauer Stadttheater.